# Бостънско чаено парти
Бостънското чаено парти (на английски: The Boston Tea Party) е форма на политически и търговски протест на колонистите от Бостън срещу икономическата политика на метрополията Кралство Великобритания и монопола на Британската източноиндийска компания върху доставките на чай за колониите на Британската империя.
Протестът от четвъртък, 16 декември 1773 г. се изразява в унищожаване на голям товар с пресован британски чай, пристигнал с кораби в пристанището на Бостън. Поводът за него е отказът на официалните власти в Бостън да върнат три корабни товара с чай на Великобритания. Бостънското чаено парти става емблематично в американската история и допринася за започването на Войната за независимост на Съединените американски щати.

## Предистория
Бостънското чаено парти е породено от два проблема, стоящи на дневен ред в Британската империя през 1765 г. – непрекъснатите разногласия за правото на участие на британските колонии в Америка в английския парламент (те нямат изборни представители), и финансовите проблеми в Източноиндийската компания, притежаваща монопол върху вноса на някои стоки в колониите на империята. Отказът на метрополията да разреши тези въпроси в крайна сметка довежда до революция в колониите.
Тъй като през XVII век европейските вкусови предпочитания към чая нарастват, се оформят конкуриращи се компании за внос от Китай. През 1698 г. английският парламент дава монополни права на Източноиндийската компания за вноса на чай. Когато той става популярен в британските колонии, парламентът ликвидира чуждестранната конкуренция чрез гласуването през 1721 г. на закон, който изисква от колонистите да внасят чай само от метрополията. На Източноиндийската компания е забранено да внася директно чай в колониите – по закон, компанията трябва да го продава на едро в Англия, откъдето британски фирми го закупуват, експортират в колониите и препродават на търговци в Бостън, Ню Йорк, Филаделфия и Чарлстон.
До 1767 г. Източноиндийската компания плаща данък ад валорем от около 25% върху чая, който тя внася във Великобритания. Парламентът налага допълнителни данъци върху чая за консумация, които го оскъпяват. Тези високи цени, съчетани с факта, че чаят, внесен в близката Холандска република не се облага, означава, че контрабанден холандски чай се предлага на много по-ниски цени. Най-големият пазар за чай е Англия и до 1760 г. Източноиндийската компания губи годишно 400 000 британски лири поради контрабандата във Великобритания, но холандски чай се внася контрабандно в значителни количества и в британска Америка.
През 1767 г. с цел борба с контрабандата парламентът намалява данъка върху чая за вътрешна консумация и освен това дава право на компанията да изнася чай в колониите, като ѝ гарантира възстановяване на 25% от митото за реекспортираните количества. За да компенсира последващата загуба на приходи парламентът приема и т.нар. Закони на Тауншенд, Townshend Acts (1767), които налагат нови мита на стоките, включително чая, внасяни в колониите. Вместо обаче да реши проблема с контрабандата, тази стъпка разпалва спора за правото на английския парламент да се разпорежда в колониите.
Налагането на законите на Тауншенд предизвиква буря от протести и гражданско неподчинение в колониите и в резултат те са отменени през 1770, но митото върху чая се запазва, като форма на демонстрация от страна на английския парламент, че може да събира приходи от колониите без тяхното съгласие. Търговците в Бостън обаче продължават да си доставят контрабанден чай. През 1773 парламентът приема специален Закон за чая (Tea Act) с който подпомага Източноиндийската компания, като ѝ дава монопол върху цялото количество чай, внасяно в колониите, освобождава я от експортни такси и гарантира плащането на дължими мита върху определени количества чай, държани на склад. Освен това чаят следва да се транспортира само с кораби на компанията и да се продава само от нейните агенти, като се изолират всички други търговци. По този начин компанията получава привилегировано положение, което разпалва искрата на протеста сред иначе консервативно настроените колонисти и става основа за възникването на радикално съпротивително движение Синове на свободата (Sons of Liberty) под ръководството на Самюъл Адамс.

## Унищожаване на чая
Макар в останалите градове търговците да отказват доставките под влияние на общото настроение, кралският губернатор на Бостън Томас Хътчинсън решава да се придържа към закона и издава заповед да бъдат приети три пристигащи кораба с товари чай: Dartmouth, Eleanor и Beaver, да бъдат разтоварени и да се заплатят съответните такси. Вечерта на 16 декември 1773 г. група от около 60 мъже, преоблечени като индианци, се качват на акостиралите кораби и изхвърлят денковете с чай в морето, окуражавани от голям брой жители на Бостън от брега. Стойността на изхвърлената стока се оценява на около 18 000 паунда.
Като ответна мярка английският парламент приема т.нар. „Непоносими закони“ (Intolerable Acts), сред които и разпореждане за затваряне на Бостънското пристанище, докато градът не заплати стойността на унищожения чай. Желанието да се накаже Масачузетс обаче има обратен ефект – останалите колонии изразяват солидарността си и поемат по пътя на конфликта.